# Berenguela von Kastilien

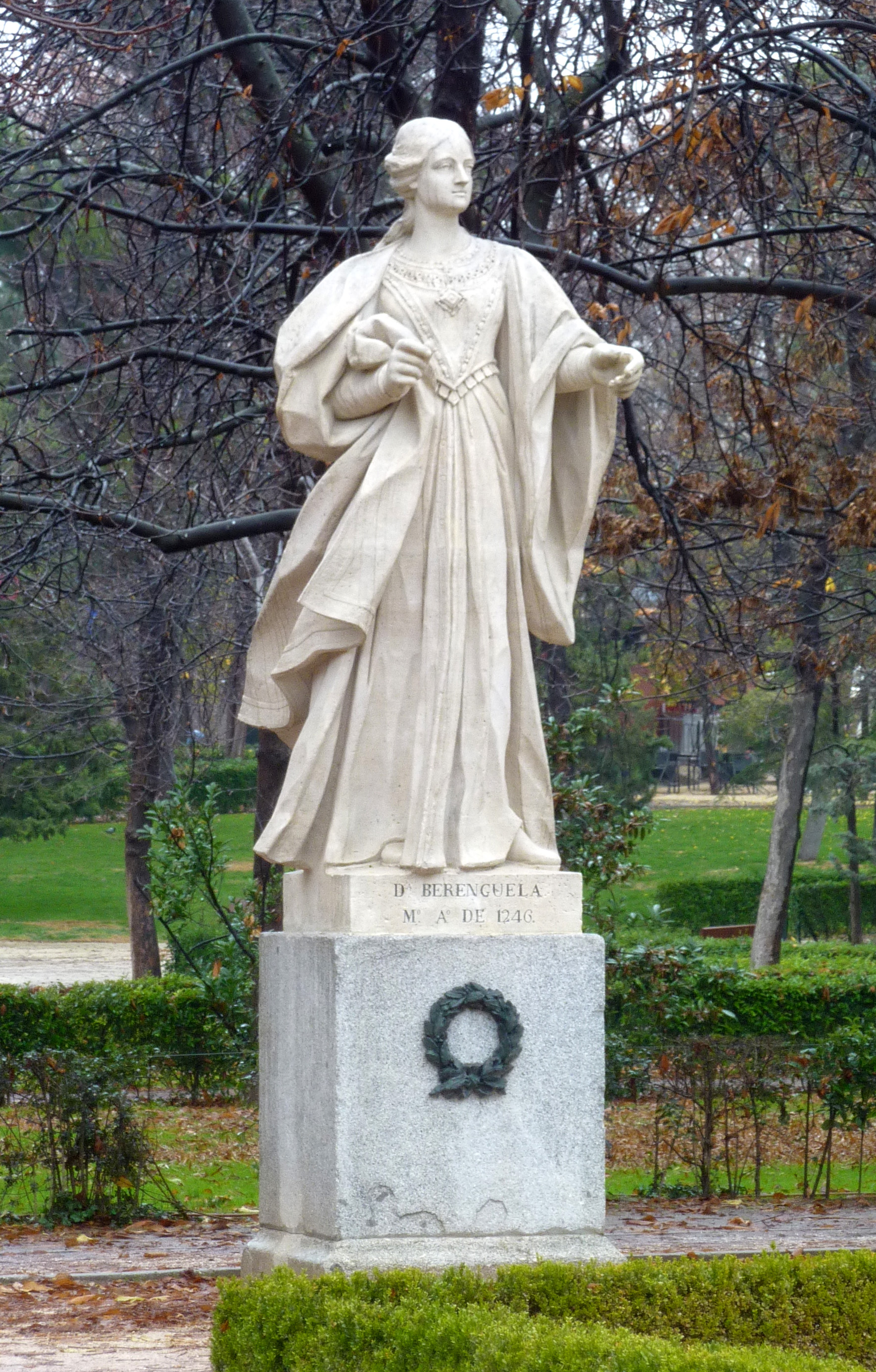
Berenguela von Kastilien des Bildhauers Alfonso de la Grana (1753) am Paseo de la Argentina im Parque del Retiro in Madrid

Berenguela (oder Berengaria, * 1. Juni 1180 in Segovia; † 8. November 1246 in Las Huelgas) war 1217 kurzzeitig Königin von Kastilien.

## Leben
Sie war die älteste Tochter Alfons VIII. von Kastilien (1155–1214) und der Eleanor Plantagenet, Gräfin von Gascogne (1162–1214). 
Am 23. April 1188 vereinbarte ihr Vater mit Kaiser Friedrich I. Barbarossa im Seligenstädter Vertrag ihre Vermählung mit Barbarossas Sohn Herzog Konrad II. von Schwaben. Im Juli 1188 fand die Hochzeit in Carrión nahe Burgos statt. Die Ehe wurde jedoch nie vollzogen. Es gelang Papst Coelestin III., eine Ausdehnung der Staufer nach Spanien im Keime zu ersticken. Die Verbindung wurde zwischen Herbst 1191 und Anfang 1192 durch den Erzbischof Gonzalo von Toledo und den päpstlichen Legaten Gregor, Kardinaldiakon von San Angelo mit der Begründung aufgehoben, dass sich die Braut gegen die Fortsetzung ausgesprochen habe.
Berenguela heiratete 1198 Alfons IX. von León – eine Verbindung, aus der fünf Kinder hervorgingen, ein früh verstorbenes eingeschlossen. Papst Innozenz III. annullierte die Ehe 1203 wegen zu nahen Verwandtschaftsgrades, denn Berenguelas Urgroßvater Alfons VII. war der Großvater ihres Mannes. Daraufhin kehrte sie mitsamt ihren Kindern an den kastilischen Hof ihres Vaters zurück.
Nach einem tödlichen Unfall ihres Bruders Heinrich I. erbte Berenguela 1217 die kastilische Krone, verzichtete jedoch noch im selben Jahr zu Gunsten ihres Sohnes, der als Ferdinand II. König Kastiliens wurde. Nun in der Rolle der Königinmutter investierte sie laut der Chronica Latina all ihre Energie darin, ihrem Sohn Ehre und Anerkennung zu sichern. Sie half Ferdinand, eine Rebellion des Adels niederzuschlagen und arrangierte 1220 seine Heirat mit Beatrix von Schwaben, einer Tochter von König Philipp von Schwaben und Cousine von König Friedrich II., der im selben Jahr  zum römisch-deutschen Kaiser gekrönt wurde.
Im Königreich León wollte ihr geschiedener Ehemann Alfons IX. seine zwei Töchter Sancha und Dulce aus seiner ebenfalls geschiedenen ersten Ehe mit Theresia von Portugal begünstigen. Zu diesem Zweck lud er Johann von Brienne ein, seine älteste Tochter zu heiraten und somit nach seinem Tod das Königreich zu übernehmen. Diesen Plan hintertrieb Berenguela, indem sie Johann 1224 überzeugte, stattdessen ihre eigene Tochter, Berenguela, zu heiraten.
Als Alfons im Jahre 1230 starb, löste Ferdinand II. mit Berenguelas Unterstützung die Thronansprüche seiner Halbschwestern mit 30.000 Goldstücken (aurei) ab. Ferdinand trat die Nachfolge seines Vaters in León an. Dadurch vereinigte er die Königreiche Kastilien und León, die seit 1157 getrennt waren, als sein Großvater Alfons VII. diese an seine Söhne vererbt hatte.
Zeit ihres Lebens unterhielt Berenguela starke Beziehungen zu ihrer Schwester Blanka, die an der Seite Ludwig VIII. Königin in Frankreich war. Auf deren Vorschlag hin wählte die Königinmutter Jeanne von Ponthieu als neue Gattin für ihren Sohn, nachdem Elisabeth (Beatrix) v. Schwaben verstorben war.

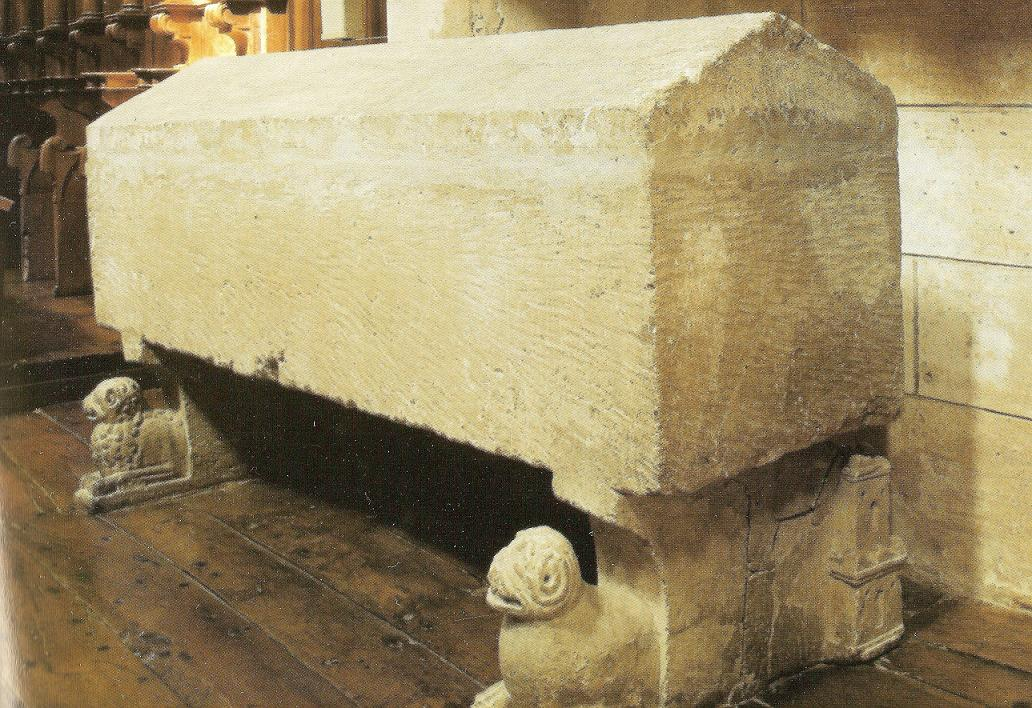
Berenguelas Grab im Kloster Las Huelgas in Burgos.

Berenguela verstarb am 8. November 1246 im Alter von sechsundsechzig Jahren und wurde in Burgos im königlichen Kloster Santa María la Real de Las Huelgas im Mittelschiff der Kirche bestattet. 
Von der Nachwelt erhielt die Königin den Beinamen „die Große“, weil sie ihrem Sohn Ferdinand in kluger Weise im Jahre 1217 die Thronfolge in Kastilien und 1230 die Thronfolge in León gesichert hat. Somit zeichnete sie sich mitverantwortlich für die dauerhafte Vereinigung der vormals getrennten Reiche Kastilien und León.

## Nachkommen
Sie war Mutter folgender Kinder:
- Leonor (* 1198/99; † 1210)
- Ferdinand (* 1199; † 1252), ab 1217 König Ferdinand II. von Kastilien und ab 1230 König Ferdinand III. von Kastilien und León
- Alfons (* 1203; † 1272), Herzog von Molina
- Berenguela (* 1204; † 1237), heiratete 1224 Johann von Brienne und wurde Kaiserin des lateinischen Reichs von Konstantinopel
- Constanza (* 1205; † 1242)